# Mézged
Mézged falu Romániában, Bihar megyében, a Király-erdő  és a Bihar-hegység között, a Jád-folyótól nyugatra, Kisbelényes fölött.

## Története
A település földesura a nagyváradi görögkatolikus püspök volt. A település egykor ismert volt ezüst- és ólombányáiról is. Itt található a híres mézgedi (meziádi) cseppkőbarlang is.
Borovszky Samu az 1900-as évek elején írta a községről:
Meziád, a kis belényesi havasok alján, a Meziád-patak mellett fekvő kisközség, görögkeleti vallású oláh lakosokkal. Házainak száma 312, lakosaié 1535. Postája Remete, távírója és vasúti állomása Belényes.
A trianoni békeszerződés előtt Bihar vármegye Belényesi járásához tartozott.

## Nevezetességek
- Mézgedi-cseppkőbarlang (Meziád)